# Discomagic Records
Discomagic Records fue un sello discográfico italiano, fundado en 1979 por Severo Lombardoni. Fue el sello discográfico dance más grande de Italia. Generó un gran número de subsellos desde principios de la década de 1980 hasta principios de la década de 1990 y estableció los estándares para todo un género de música que va desde el Italo disco hasta el Italo house.

## Historia
Fundada por Severo Lombardoni en Milan en el año 1979, fue una compañía discográfica y sello italiano dedicado expresamente al entonces emergente género Italo disco, muy popular durante los años ochenta, su distribución también se expandió al extranjero. Para la impresión y distribución de los medios, al igual que otras empresas más pequeñas, siempre se apoyó en proveedores externos.
En sus inicios produjo diferentes géneros como bandas de baile de salón (Ragazzi del Lago) y folk (Mario Carrara y su grupo folk). Los mayores éxitos producidos por Discomagic fueron del género Italo disco, "Don't Cry Tonight" de Savage, "Happy Children"" de P. Lion y "Dolce vita" de Ryan Paris, las tres de 1983. Uno de sus últimos éxitos de ventas fue "Ride on Time" de Black Box, en 1989. En los años noventa, el sello, persiguiendo los éxitos de la nueva música dance, lanzó principalmente recopilatorios y remezclas.
Discomagic cesó sus actividades en 1997 Debido a problemas financieros. Lombardoni vendió la compañía a ZYX Music. Sin embargo, algunos de sus subsellos todavía existen hasta la fecha. Los subsellos propiedad de Mauro Farina fueron incorporados a lo que se convirtió en SAIFAM Music Group. Dance World Attack de Roberto Zanetti se convirtió en un sello independiente, pero fue vendido a Sony Music en 1999.

## Subesellos
- Academy Records
- Amsterdam Records
- Atlantide Music
- Atomic Records
- Biba Records
- Blood Records
- Clown
- Cocaine Records
- Disc-O-Very Records
- Discomagic Oldies
- Dream Records
- Eurobeat Records
- Euroenergy
- Finzy Records
- Fiorella Records
- Fly Music
- Groove Groove Melody
- Havana Productions
- High Energy
- Hole Records
- Hot Records
- House of Music
- Italian Company Records
- Juke Box Records
- Leader Records
- Lombardoni Publishings
- Macho Records
- Magic Service
- Market Records
- Metal Master Records
- Modern Music Productions
- On the Road
- One Records
- Out
- RA - RE Productions
- Radiorama Productions
- Ram Productions
- Scorpio Records
- Sensation Records
- Speed Records
- Stargo Records
- Sunshine Record
- Technology
- Ufficio Invenzioni Records
- Trash Records
- World Energy Music